# Giro di Lombardia 2021
Il Giro di Lombardia 2021, centoquindicesima edizione della "classica delle foglie morte", valevole come trentaquattresima ed ultima prova dell'UCI World Tour 2021 categoria 1.UWT, si svolse il 9 ottobre 2021 su un percorso di 239 km, con partenza da Como ed arrivo in via Roma a Bergamo, in Italia. Le asperità del percorso furono sei: Madonna del Ghisallo, Roncola, Berbenno, Dossena, Zambla Alta e Passo di Ganda. La vittoria fu appannaggio dello sloveno Tadej Pogačar, il quale completò il percorso in 6h01'39", alla media di 39,652 km/h, precedendo l'italiano Fausto Masnada e il britannico Adam Yates.
Sul traguardo di Bergamo 107 ciclisti, su 175 partiti da Como, portarono a termine la competizione

## Squadre e corridori partecipanti
| N.      | Cod. | Squadra                     |
| ------- | ---- | --------------------------- |
| 1-7     | DQT  | Deceuninck-Quick Step       |
| 11-17   | ACT  | AG2R Citroën Team           |
| 21-27   | AFC  | Alpecin-Fenix               |
| 31-37   | ANS  | Androni Giocattoli-Sidermec |
| 41-47   | AST  | Astana-Premier Tech         |
| 51-57   | TBV  | Bahrain Victorious          |
| 61-67   | BFC  | Bardiani-CSF-Faizanè        |
| 71-77   | BOH  | Bora-Hansgrohe              |
| 81-87   | COF  | Cofidis                     |
| 91-97   | EFN  | EF Education-Nippo          |
| 101-107 | EOK  | Eolo-Kometa Cycling Team    |
| 111-117 | GFC  | Groupama-FDJ                |
| 121-127 | IGD  | Ineos Grenadiers            |

| N.      | Cod. | Squadra                  |
| ------- | ---- | ------------------------ |
| 131-137 | IWG  | Intermarché-Wanty-Gobert |
| 141-147 | ISN  | Israel Start-Up Nation   |
| 151-157 | TJV  | Jumbo-Visma              |
| 161-167 | LTS  | Lotto Soudal             |
| 171-177 | MOV  | Movistar Team            |
| 181-187 | ARK  | Team Arkéa-Samsic        |
| 191-197 | BEX  | Team BikeExchange        |
| 201-207 | DSM  | Team DSM                 |
| 211-217 | TQA  | Team Qhubeka NextHash    |
| 221-227 | TFS  | Trek-Segafredo           |
| 231-237 | UAE  | UAE Team Emirates        |
| 241-247 | THR  | Vini Zabù                |

## Ordine d'arrivo (Top 10)
| Pos. | Corridore          | Squadra    | Tempo    |
| ---- | ------------------ | ---------- | -------- |
| 1    | Tadej Pogačar      | UAE        | 6h01'39" |
| 2    | Fausto Masnada     | Deceuninck | s.t.     |
| 3    | Adam Yates         | Ineos      | a 51"    |
| 4    | Primož Roglič      | Jumbo      | s.t.     |
| 5    | Alejandro Valverde | Movistar   | s.t.     |
| 6    | Julian Alaphilippe | Deceuninck | s.t.     |
| 7    | David Gaudu        | Groupama   | s.t.     |
| 8    | Romain Bardet      | DSM        | s.t.     |
| 9    | Michael Woods      | Israel     | s.t.     |
| 10   | Sergio Higuita     | EF         | a 2'25"  |